# Alícia de Bigorra
Alix o Alícia de Montfort, nascuda entre 1217 i 1220, morta el 1255, fou comtessa de Bigorra del 1251 al 1255. Era filla de Guiu de Montfort i de Peronella de Comenge, comte i comtessa de Bigorra i vescomtes de Marsan.

## Biografia
El seu pare va morir el 1220 al setge de Castellnou d'Arri (Castelnaudary) i la seva tutela fou assegurada pel seu oncle Amaurí IV de Montfort. El 1227, la seva mare es va casar de nou per cinquena vegada amb un noble poiteví, Bosó de Matha-Chabanès, del qual va tenir poc després d'una filla, Mata. Per tal de consolidar aquesta aliança, Amaurí de Montfort va donar el seu acord el 1230 al matrimoni entre Alix de Montfort i Jordà Esquivat, senyor de Chabanès, un jove parent de Bosó de Matha. En el moment del matrimoni, va reconèixer que la Bigorra passaria a Alix o Alícia, mentre que el país de Marsan seria l'heretatge de Mata.
Al final de la seva vida, Peronella, ja vídua, va confiar la gestió de Bigorra al seu cunyat Simó V de Montfort i es va retirar al monestir de l'Escala Dieu. Però Simó va interpretar aquest fet com una donació i va intentar desposseir a Alix, que va reprendre el control del comtat amb l'ajuda del seu segon marit. Va succeir a la seva mare el 1251, però va morir poc després, el 1255.

## Matrimonis i nens
Es va casar en primeres noces amb Jordà Esquivat III, senyor de Chabanès i de Confolens, i dona a llum a:
- Esquivat IV († 1283), comte de Bigorra
- Jordà, mort abans de 1283
- Laura († 1316), casada amb Simó de Rochechouart, senyor d'Availles, i després a Ramon V, vescomte de Turena

Es va casar de nou en segones noces el 1247 amb Raül de Courtenay († 1271), senyor d'Illiers-en-Auxerrois, comte di Chieti, fill de Robert de Courtenay, senyor de Champigneulles i net de Pere I de França, senyor de Courtenay.